# Arrondissement di Montdidier
L'arrondissement di Montdidier è una suddivisione amministrativa francese, situata nel dipartimento della Somme e nella regione dell'Alta Francia.

## Composizione
L'arrondissement di Montdidier raggruppa 169 comuni in 5 cantoni:
- cantone di Ailly-sur-Noye
- cantone di Montdidier
- cantone di Moreuil
- cantone di Rosières-en-Santerre
- cantone di Roye